# نفيسة ويليامز
نفيسة ويليامز ممثلة أمريكية. اشتهرت بدورها عام 2011 بصفتها نيكول جوردون في فيلم ميك ميل، ودورها عام 2011 في دور Deanna Forbes في أوبرا الصابون حياة واحدة للعيش، ودورها في 2016 بدور الدكتورة شارلوت بيل في برنامج سي بي إس للدراما كود بلاك . من 2018 إلى 2021، لعبت دور أنيسة بيرس في فيلم ذا سي دبليو البرق الأسود . صور ويليامز روبين كروفورد في فيلم ويتني هيوستن في فيلم ويتني هيوستن في فيلم ويتني هيوستن لعام 2022: أريد أن أرقص مع شخص ما . 

## النشأة والتعليم
نشأت ويليامز في غرب فيلادلفيا. التحقت بمدرسة روبرت إي لامبيرتون الثانوية. ودرست ويليامز العدالة الجنائية في جامعة ويست تشيستر وتدربت في وحدة جرائم القتل في مكتب المدعي العام. 

## حياة مهنية
في عام 2010، مثلت ويليامز مع مغني الراب فيلادلفيا ميك ميل في الشوارع . وصدر الفيلم في عام 2012.  في مارس 2011، أُعلن أن ويليامز ستنضم إلى فريق أيه بي سي حياة واحدة للعيش في دور Deanna التعاقدي.  عندما تم اختبار ويليامز، كان من المفترض أن تظهر الشخصية في ثلاث حلقات فقط. ومع ذلك، بحلول وقت ظهورها لأول مرة، وقعت ويليامز عقدًا مدته أربع سنوات.  بعد شهر واحد فقط من مهمتها، أُعلن أن أيه بي سي قررت إلغاء المسلسل.  تم إطلاق سراح ويليامز من عقدها مبكرًا وظهرت آخر مرة في يوليو 2011. 
في مارس 2012، أعلنت ويليامز أنها ستظهر في مسلسل ذا بولد أند ذا بيوتيفول على شبكة سي بي إس .  وظهرت ويليامز لأول مرة في 8 مايو 2012.  إلا أن الدور لم يدم طويلاً ولم تظهر ويليامز إلا في حلقتين. وفي عام 2015، ظهرت ويليامز في فيلم روائي طويل من إنتاج الملكة لطيفة ، Brotherly Love ، مقابل كيكي بالمر .  في أبريل 2016، تم اختيار ويليامز في استمرار شوتايم لدراما أيه بي سيفي التسعينيات من القرن الماضي ، توين بيكس .  في يوليو 2016، مثلت ويليامز في الدور المتكرر لشارلوت في دراما شبكة سي بي إس كود بلاك .  في عام 2017، ألقيت ويليامز بدور أنيسة بيرس في مسلسل البرق الأسود . 
في مايو ويونيو 2019، قام ويليامز وناشر دي سي كوميكس جيم لي والكاتب توم كينج وممثلات سلسلة ذا سي دبليو الزميلتين كانديس باتون ودانييل بانابكر بجولة في خمس قواعد عسكرية أمريكية في الكويت مع منظمات الخدمة المتحدة (USO)، حيث قاموا بزيارة ما يقرب من 12,000 من أفراد الجيش الأمريكي المتمركزين في ذلك البلد كجزء من الذكرى الثمانين للاحتفال بباتمان في العاصمة. 

## فيلموغرافيا

### الأفلام السينمائية والتلفزيونية
| سنة  | عنوان                                | دور             | ملحوظات       |
| ---- | ------------------------------------ | --------------- | ------------- |
| 2011 | الشوارع                              | نيكول جوردون    |               |
| 2013 | بنات البكم                           | أنثى مختلطة # 1 | فيلم تلفزيوني |
| 2014 | 30 القذرة                            | سامانثا كيم     |               |
| 2015 | ويتني                                | كيم             | فيلم تلفزيوني |
| 2015 | حب أخوي                              | سيمون           |               |
| 2015 | الرجل في 3 ب                         | كريستال         |               |
| 2016 | استعادني                             | مونيكا بيري     |               |
| 2016 | النجمة                               | أنجيلا          | قصير          |
| 2017 | الرمال المحترقة                      | تويا            |               |
| 2017 | صحيح للعبة                           | ساهرة           |               |
| 2019 | اسود وازرق                           | ميسي            |               |
| 2021 | فرصة عطلة                            | نويل تشانس      |               |
| 2022 | ويتني هيوستن: أريد أن أرقص مع شخص ما | روبين كروفورد   |               |

### التلفاز
| سنة        | عنوان                    | دور                 | ملحوظات                                  |
| ---------- | ------------------------ | ------------------- | ---------------------------------------- |
| 2011       | حياة واحدة للعيش         | ديانا فوربس         | فريق التمثيل العادي                      |
| 2012       | الجرأة والجميلة          | مارجو آيفي          | الحلقة: "الحلقة رقم 1.6316" & "# 1.6323" |
| 2014       | ندم الناجي               | أدينا باركر         | الحلقة: "ستة"                            |
| 2015       | أزواج هوليوود الحقيقيين  | إبوني               | الحلقة: "Hart Medication"                |
| 2016       | كود بلاك                 | الدكتورة شارلوت بيل | فريق التمثيل المتكرر: الموسم الثاني      |
| 2017       | قمم التوأم               | يشم                 | فريق التمثيل المتكرر: الموسم 3           |
| 2017       | حكايات                   | جيني                | الحلقة: "F * ck the Police"              |
| 2018–21    | اضاءة سوداء              | أنيسة بيرس / الرعد  | فريق التمثيل الرئيسي                     |
| TBA        | الشبح الذي جلس عند الباب | TBA                 |                                          |
| يُعلن لاحقًا | منافسيه                  | كاميرون كوك         | في الإنتاج                               |

### ألعاب الفيديو
| سنة  | عنوان                          | دور                  | ملحوظات |
| ---- | ------------------------------ | -------------------- | ------- |
| 2016 | الدوري الاميركي للمحترفين 2K17 | تيفاني راسبيري (صوت) |         |